# 男の子と女の子
「男の子と女の子」（おとこのことおんなのこ）は、ロックバンド・くるりの10枚目のシングル。発売元はSPEEDSTAR RECORDS。4thアルバムである『THE WORLD IS MINE』に収録されている。

## 概要
- くるりの公式サイトで4thアルバムの楽曲の中からファンが好きな曲を投票し、1位になったものをシングルカットするという企画が行われ1位となりシングルカットされた。
- アコースティック・ギターの弾き語りから入りベース、ドラムと続くスローテンポな曲である。
- 岸田曰く、公園で遊んでいた幼稚園児たちを見て書いた曲。メンバーもくるりの楽曲の中で最も温かみがある曲だと評している。
- 一時期は岸田が出演する弾き語りイベントで演奏されることが多かった。
- くるりのベスト盤である『ベスト オブ くるり -TOWER OF MUSIC LOVER-』にも収録されている。
- 「キャナルシティ博多 誕生祭」CMソング
- PVは全編東京都練馬区に存在する光が丘公園で撮影され、冒頭で一人の女性がギターを持っているところから、ギターを持っている女性（このうち一人は東野翠れん）や男性の人数が増えていき、大勢の人間がギターを持っている場面へと流れている。メンバーは未出演。

## 収録曲
作詞・作曲は岸田繁
1. 男の子と女の子
2. 踊りませんか次の駅まで
インストゥルメンタル。
3. WORLD'S END SUPERNOVA -Break Beat Mix-
4. ハローグッバイ
この曲もベスト盤に収録されている。一度、ボツになりかけていたがB面に収録された。

## カバー
男の子と女の子
- ハナレグミ - アルバム『帰ってから、歌いたくなってもいいようにと思ったのだ。』 （2005年1月26日発売）に収録。
- 住岡梨奈 - ミニアルバム『Moment』（2016年4月27日発売）に収録[1]。